# Bring mich nach Hause
Bring mich nach Hause ist das vierte Studioalbum der deutschen Band Wir sind Helden und erschien am 27. August 2010 bei Columbia. Das Album erschien nach einer fast zweijährigen Pause der Band, die seit April 2012 erneut für unbestimmte Zeit pausiert.
Neben der Standard-CD wurde auch eine limitierte Sonder-Edition veröffentlicht, für die alle Lieder noch einmal akustisch eingespielt wurden. Bereits im Vorfeld der Veröffentlichung wurde am 6. August der Titel Alles als Single veröffentlicht. Das Album stieg in der ersten Chartwoche sowohl in die deutschen Albumcharts als auch in die österreichischen Albumcharts auf Platz 1 ein. Sieben Monate nach der Veröffentlichung wurde Bring mich nach Hause im März 2011 in Deutschland mit Gold für 100.000 verkaufte Platten ausgezeichnet.
Der Titelsong des Albums wurde als Soundtrack für den Film Die kommenden Tage verwendet.

## Aufnahmen
Als Produzent wählte die Band den Engländer Ian Davenport aus. Er wurde ihnen von einem Freund empfohlen und überzeugte vor allem durch seinen Musikgeschmack, der sich weitestgehend mit dem der Band deckte. Die Band buchte Anfang 2010 das Tritonus Studio in Berlin für den Zeitraum von drei Monaten, einen allein nur für das Einstudieren der Lieder. Während des Studioaufenthaltes nahm die Band Selig im Nachbarstudio ihr Album Von Ewigkeit zu Ewigkeit auf.
Die Aufnahmen der Basisspuren fand erstmals Live mit Unterstützung des Studiomusikers Jörg Holdinghausen (Tele) am E-Bass statt, während für die vorangegangenen Alben die Instrumente einzeln aufgenommen und overdubbt wurden. Mark Tavassol wechselte an die E-Gitarre, während Judith Holofernes sich auf den Gesang konzentrierte. Die Spuren wurden zunächst analog auf Magnetband aufgenommen und später zur Nachbearbeitung digitalisiert. 
Im Vergleich zu den vorangegangenen Alben setzte die Band weniger Synthesizer ein, stattdessen sind traditionelle Instrumente wie Akkordeon, Oud oder Banjo zu hören. Insgesamt wurden 15 Titel aufgenommen, von denen drei nicht auf dem Album enthalten sind. Eines davon, Die Wespe, wurde als B-Seite der vorab am 20. August 2010 veröffentlichten Single Alles verwendet.

## Titelliste
1. Alles – 4:18
2. Was uns beiden gehört – 3:01
3. Bring mich nach Hause – 5:02
4. Flucht in Ketten – 3:57
5. Die Ballade von Wolfgang und Brigitte – 4:44
6. Dramatiker – 3:24
7. 23:55: Alles auf Anfang – 3:09
8. Die Träume anderer Leute – 3:58
9. Meine Freundin war im Koma und alles, was sie mir mitgebracht hat, war dieses lausige T-Shirt – 3:58
10. Kreise – 3:22
11. Im Auge des Sturms – 5:20
12. Nichts, was wir tun könnten – 3:22

## Kritiken
Artur Schulz von laut.de schreibt, dass sich die Titel abwechslungsreich, fingerfertig und handgemacht präsentieren. Das Album sei mit „Helden-typischer Verschrobenheit und allerlei Text-Bonmots stimmig geraten“. Das Online-Magazin whiskey-soda.de nennt das Album das Ergebnis der Bemühungen der Band, das zu tun, was sie am besten könne: „hintergründige Texte schreiben und schöne Melodien darunter legen“. Es breche mit den Vorgängeralben und zeige eine ganz neue reifere Seite der Band. Ihr sei ein Album gelungen, das einen nicht mehr loslasse. Stephan Müller von plattentests.de bemerkt ebenfalls einen Bruch mit den vorangegangenen Alben, vorbei sei die Zeit der Synthesizersounds, die Band klinge „gesettelt, getragener, platt gesagt: nachdenklicher“. Zu den Texten schreibt Müller, dass an ihnen sowohl Hörer, welche die Band bisher „zu kitschig“ fanden, Gefallen finden werden wie diejenigen, „die in Judith Holofernes eine tolle Texterin sehen“.

## Kommerzieller Erfolg

### Chartplatzierungen
| ChartsChartplatzierungen | Höchstplatzierung | Wochen |
| ------------------------ | ----------------- | ------ |
| Deutschland (GfK)        | 1 (13 Wo.)        | 13     |
| Österreich (Ö3)          | 1 (8 Wo.)         | 8      |
| Schweiz (IFPI)           | 13 (4 Wo.)        | 4      |

| ChartsJahrescharts (2010) | Platzierung |
| ------------------------- | ----------- |
| Deutschland (GfK)         | 71          |

### Auszeichnungen für Musikverkäufe
| Land/Region        | Auszeichnungen für Musikverkäufe (Land/Region, Auszeichnung, Verkäufe) | Verkäufe |
| ------------------ | ---------------------------------------------------------------------- | -------- |
| Deutschland (BVMI) | —                                                                      |          |
| Insgesamt          | 1× Gold ·                                                              | 100.000  |